# Chimaphila umbellata
Chimaphila umbellata, comúnmente conocida como quimafila o quimáfila, es una pequeña planta perenne que se encuentra en bosques secos o templados del hemisferio norte.

## Descripción y ecología
Chimaphila umbellata alcanza los 10-35 cm de altura. Sus hojas, dispuestas en pares opuestos o en espirales de 3-4 a lo largo del tallo, permanecen verdes y brillantes todo el año. Tienen un margen dentado superficialmente, con pelos finos en sus extremos. Las flores son blancas o rosadas, producidas en una umbela pequeña de 4-8 juntas.
Recibe una parte importante de su nutrición de los hongos del suelo (es decir, se trata de un micoheterótrofo, debido a su relación con el género Pyrola, que es parcial o total micoheterótrofo).
Crece predilectamente en bosques de clima templado a semifrío, de pluviosidad media baja o bien con una marcada estación seca. Prefiere los suelos arenosos y bien drenados.

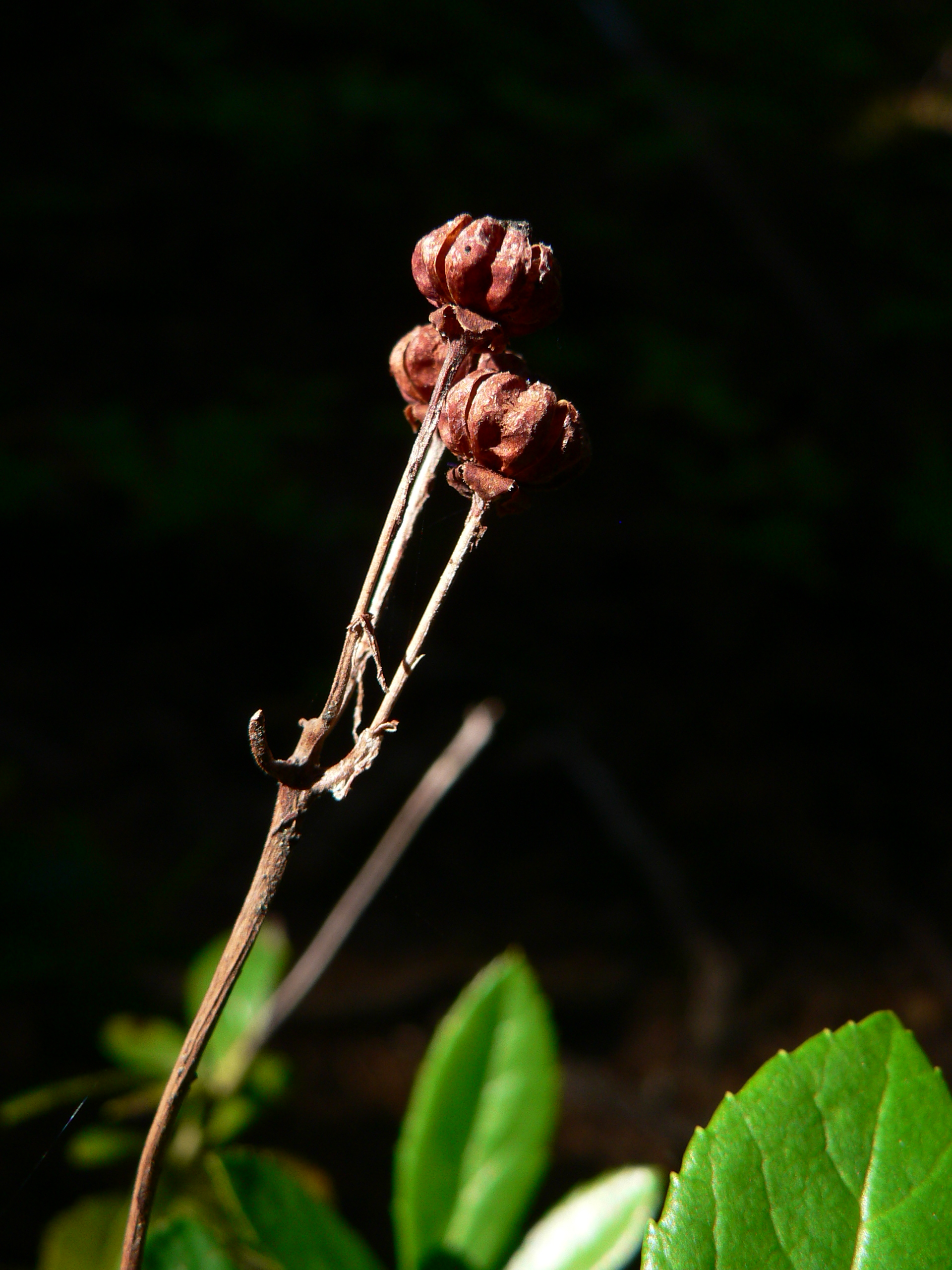
Fruto de C. umbellata subsp. occidentalis

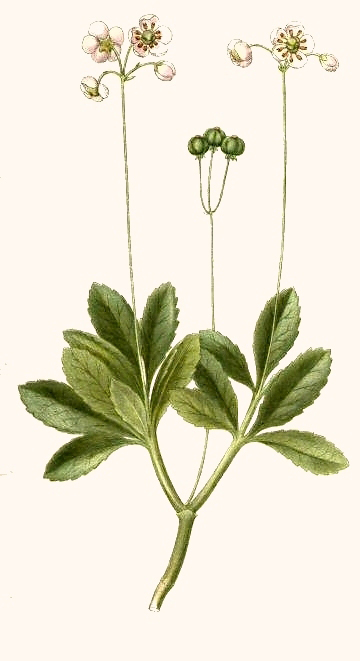
Ilustración

## Usos
Se utiliza como aromatizante en los dulces y bebidas no alcohólicas, especialmente cerveza de raíz.
Usado como tónico, aperitivo, digestivo, diurético, astringente, antidiabético, vulnerario, antiséptico.

## Taxonomía
Chimaphila umbellata fue descrita en 1817 por (L.) Barton en Vegetable materia medica of the United States 1: 17.

### Etimología
Chimaphila: nombre genérico griego que significa «que siente atracción por el clima frío» (de cheima, «invierno»; y philia, «amor»); en referencia a su hábito perennifolio
umbellata: epíteto latino que significa «en umbelas»

### Variedades
Tiene cuatro subespecies:
- Chimaphila umbellata subsp. umbellata – Europa y Asia
- Chimaphila umbellata subsp. acuta – Norteamérica suroccidental
- Chimaphila umbellata subsp. cisatlantica – Norteamérica nororiental
- Chimaphila umbellata subsp. occidentalis – Norteamérica nororiental

### Sinonimia
- Chimaphila acuta Rydb.
- Chimaphila corymbosa Pursh
- Chimaphila cymosa J.Presl & C.Presl
- Chimaphila domingensis S.F.Blake
- Chimaphila mexicana (DC.) Rydb.
- Chimaphila occidentalis Rydb.
- Chimaza umbellata R.Br. ex G.Don
- Pseva umbellata (L.) Kuntze
- Pyrola corymbosa (Pursh) Bertol.
- Pyrola frutescens Gilib.
- Pyrola umbellata L.
- Pyrola verticillata Sessé & Moc.[3]